# Andrei Gromiko
Andrei Andréievitx Gromiko (Gómel, Belarús, 18 de juliol [C.J. 9 de juliol] de 1909 – Moscou, 2 de juliol de 1989), va ser un economista, polític i diplomàtic soviètic, una de les figures més rellevants de la diplomàcia internacional de la segona meitat del s. XX.
Nascut en el si d'una família camperola, el 1932 es graduà en l'Institut de Tecnologia Agrícola de Minsk i el 1936 es doctorà a l'Institut d'Economia de Moscou, del qual fou professor el trienni següent.
L'any 1939, en el curs de les purgues stalinianes que sacsejaren tota l'administració soviètica, ingressà al ministeri d'afers estrangers, en el departament d'assumptes americans. Aviat fou destinat a l'ambaixada als Estats Units, en la qual el 1944 fou ascendit a ambaixador. Des d'aquest càrrec es distingí en la coordinació de les dues potències a les acaballes de la II Guerra Mundial, segons es posà de manifest en la gestió de la Conferència de Ialta.
El 10 d'abril de 1946 canvià l'ambaixada estatunidenca per la de les Nacions Unides, on el seu país ostentava la condició de membre permanent del Consell de Seguretat. Després del breu parèntesi de 1952-1953, que fou ambaixador davant el Regne Unit, tornà a l'ambaixada davant les Nacions Unides fins que 1957 el president Nikolai Bulganin el nomenà ministre d'afers estrangers de l'URSS.
Gromiko ocupà aquest càrrec durant vint-i-vuit anys, successivament confirmat pels primers mandataris Nikita Khrusxov, Leonid Bréjnev, Iuri Andrópov i Konstantín Txernenko. Durant aquest llarg període, en el que feu viu el malnom de “Mister Niet” (Senyor No) que s'havia guanyat quan era ambaixador a les Nacions Unides, fou un dels protagonistes de la política internacional durant la Guerra Freda, amb intervencions determinants en la Crisi dels míssils de Cuba (1962) i en el Tractat de Limitació d'Armament Nuclear (1963), el Tractat de Míssils Anti-Balístics (1972), els Acords SALT I (1972) i II (1979) i tots els pactes de no-agressió amb la República Federal Alemanya. El 1963 s'havia entrevistat amb el papa Pau VI, trobada de la qual es derivà una major tolerància a la pràctica religiosa en territori soviètic. Des de 1983 a 1985 també ocupà el càrrec de vicepresident del Consell de Ministres de l'URSS.
Membre del Politburó del PCUS des de 1973, el juliol de 1985 fou nomenat president del Presidium del Soviet Suprem de l'URSS, càrrec que comportava la condició honorífica de cap de l'estat. Substituït per Mikhaïl Gorbatxov el 1r d'octubre de 1988, Gromiko morí mesos després i fou enterrat al cementiri de Novodévitxi de Moscou.

## Premis i condecoracions
- Dues vegades Heroi del Treball Socialista (1969, 1979)
- Set ordes de Lenin
- Orde de la Bandera Roja del Treball
- Orde de la Insígnia d'Honor
- Premi Lenin (1982)
- Premi Estatal de l'URSS (1984)
- Gran Creu de Cavaller de l'Orde del Sol del Perú